# Белоусов, Борис Павлович
Бори́с Па́влович Белоу́сов (19 февраля 1893, Москва — 12 июня 1970, там же) — советский химик и биофизик.

## Биография
Родился в 1893 году и был шестым ребёнком в семье банковского служащего Павла Николаевича и Натальи Дмитриевны.
Вместе с братьями был вовлечён в революционную деятельность и в возрасте 12 лет арестован. Был вынужден эмигрировать с семьёй в Швейцарию.
В Цюрихе увлёкся химией. Прослушал полный университетский курс химии, но не смог выкупить диплом из-за отсутствия средств.
В 1914 году возвратился в Россию, однако в действующую армию не попал из-за недостатка веса.
Поступил на работу в химическую лабораторию завода Гужона (завод «Серп и молот»). Занимался работами в области военной химии.
С 1923 года по рекомендации академика П. П. Лазарева преподавал химию в Высшей военно-химической школе РККА.
С 1933 года работал старшим преподавателем Академии химической защиты имени С. К. Тимошенко.
В 1938 году вышел в отставку в звании комбрига. В последующие годы работал в закрытом медицинском институте.
Как военный химик Б. П. Белоусов занимался разработкой способов борьбы с отравляющими веществами, составов для противогазов, газовых анализаторов, препаратов, снижающих воздействие радиации на организм.
В 1951 году при исследовании окисления лимонной кислоты броматом в присутствии катализатора (сульфат церия), обнаружил концентрационные колебания ионов церия. Так была открыта колебательная реакция, которая представляет собой одну из первых работ в области нелинейной химической динамики. Исследование механизма реакции Белоусова с 1961 года проводил А. М. Жаботинский, поэтому класс колебательных реакций называют реакцией Белоусова — Жаботинского. Впоследствии эта работа была признана как научное открытие и занесена в Государственный реестр открытий СССР под № 174.
Тем не менее Белоусов и Жаботинский работали в разных институтах и не встречались: Белоусов — в Институте биохимии АН СССР, а Жаботинский — в МГУ.
Скончался в Москве 12 июня 1970 года.

## Награды и премии
В 1980 году Борису Павловичу Белоусову посмертно была присуждена Ленинская премия: «за обнаружение нового класса автоволновых процессов и исследование их в нарушении устойчивости возбудимых распределённых систем». Премию также получили А. М. Жаботинский, А. Н. Заикин, Г. Р. Иваницкий и В. И. Кринский.